# La Goulafrière
La Goulafrière est une commune française située dans le département de l'Eure, en région Normandie.

## Géographie

### Localisation
|                                                                  | La Chapelle-Gauthier | La Trinité-de-Réville |
| La Folletière-Abenon (Calvados) Saint-Germain-d'Aunay (Calvados) | La Goulafrière       | Montreuil-l'Argillé   |
|                                                                  | Verneusses           |                       |

### Hydrographie
La commune est située dans le bassin Seine-Normandie. Elle n'est drainée par aucun cours d'eau,.

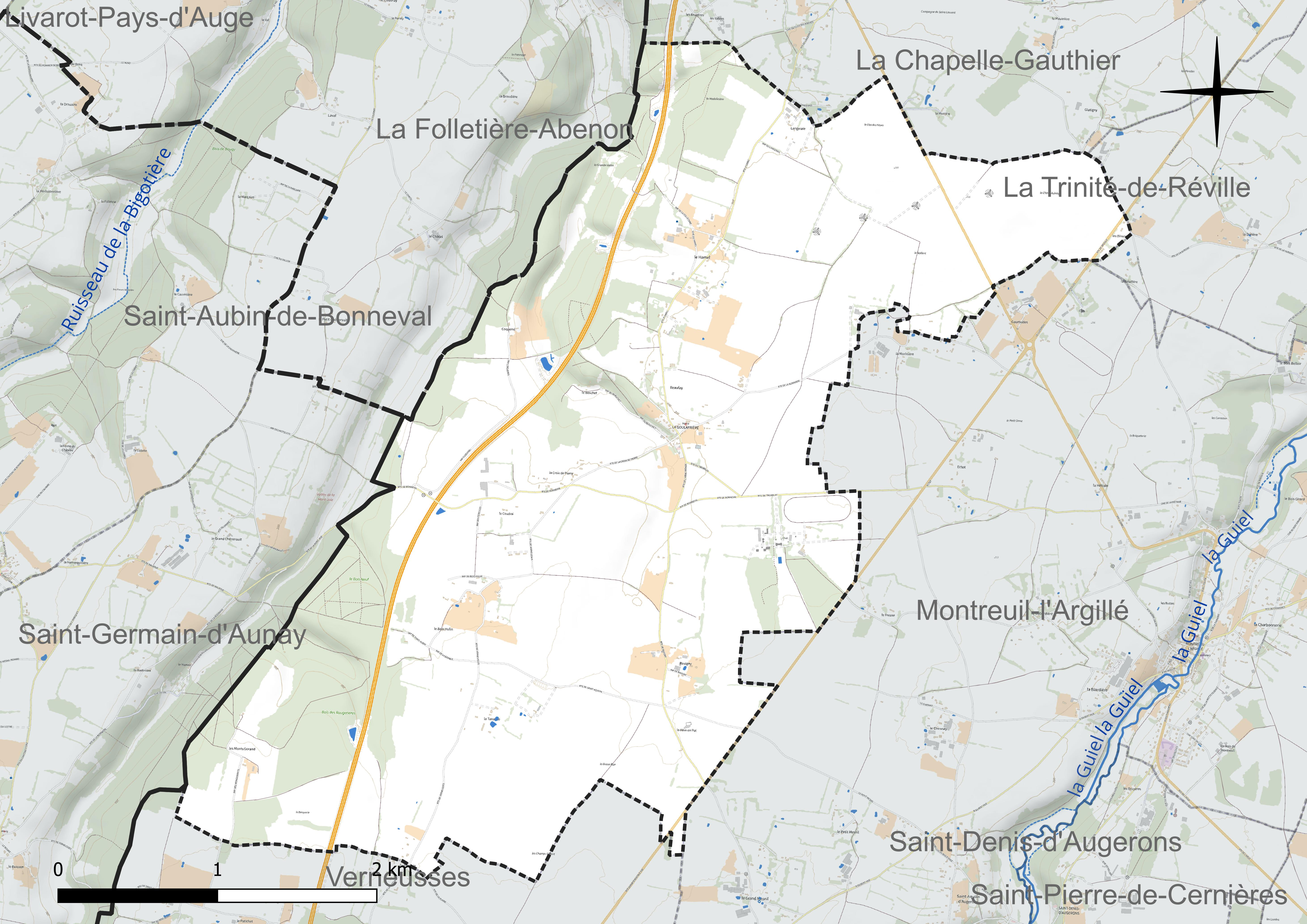
Réseau hydrographique de la Goulafrière.

### Climat
Pour des articles plus généraux, voir Climat de la Normandie et Climat de l'Eure.
En 2010, le climat de la commune est de type climat océanique dégradé des plaines du Centre et du Nord, selon une étude du CNRS s'appuyant sur une série de données couvrant la période 1971-2000. En 2020, Météo-France publie une typologie des climats de la France métropolitaine dans laquelle la commune est exposée à un climat océanique et est dans la région climatique  Normandie (Cotentin, Orne), caractérisée par une pluviométrie relativement élevée (850 mm/a) et un été frais (15,5 °C) et venté. Parallèlement le GIEC normand, un groupe régional d’experts sur le climat, différencie quant à lui, dans une étude de 2020, trois grands types de climats pour la région Normandie, nuancés à une échelle plus fine par les facteurs géographiques locaux. La commune est, selon ce zonage, exposée à un « climat contrasté des collines », correspondant au Pays d’Auge, Lieuvin et Roumois, moins directement soumis aux flux océaniques et connaissant toutefois des précipitations assez marquées en raison des reliefs collinaires qui favorisent leur formation.
Pour la période 1971-2000, la température annuelle moyenne est de 10 °C, avec  une amplitude thermique annuelle de 13,8 °C. Le cumul annuel moyen de précipitations est de 827 mm, avec 12,6 jours de précipitations en janvier et 8,6 jours en juillet. Pour la période 1991-2020, la température moyenne annuelle observée sur la station météorologique la plus proche, située sur la commune de La Ferté-en-Ouche à 13 km à vol d'oiseau, est de 10,6 °C et le cumul annuel moyen de précipitations est de 797,5 mm,. Pour l'avenir, les paramètres climatiques de la commune estimés pour 2050 selon différents scénarios d’émission de gaz à effet de serre sont consultables sur un site dédié publié par Météo-France en novembre 2022.

## Urbanisme

### Typologie
Au 1er janvier 2024, La Goulafrière est catégorisée commune rurale à habitat très dispersé, selon la nouvelle grille communale de densité à 7 niveaux définie par l'Insee en 2022.
Elle est située hors unité urbaine et hors attraction des villes,.

### Occupation des sols
L'occupation des sols de la commune, telle qu'elle ressort de la base de données européenne d’occupation biophysique des sols Corine Land Cover (CLC), est marquée par l'importance des territoires agricoles (81,9 % en 2018), en augmentation par rapport à 1990 (79,2 %). La répartition détaillée en 2018 est la suivante : 
terres arables (55,6 %), prairies (23,2 %), forêts (18,1 %), zones agricoles hétérogènes (3,1 %). L'évolution de l’occupation des sols de la commune et de ses infrastructures peut être observée sur les différentes représentations cartographiques du territoire : la carte de Cassini (XVIIIe siècle), la carte d'état-major (1820-1866) et les cartes ou photos aériennes de l'IGN pour la période actuelle (1950 à aujourd'hui).

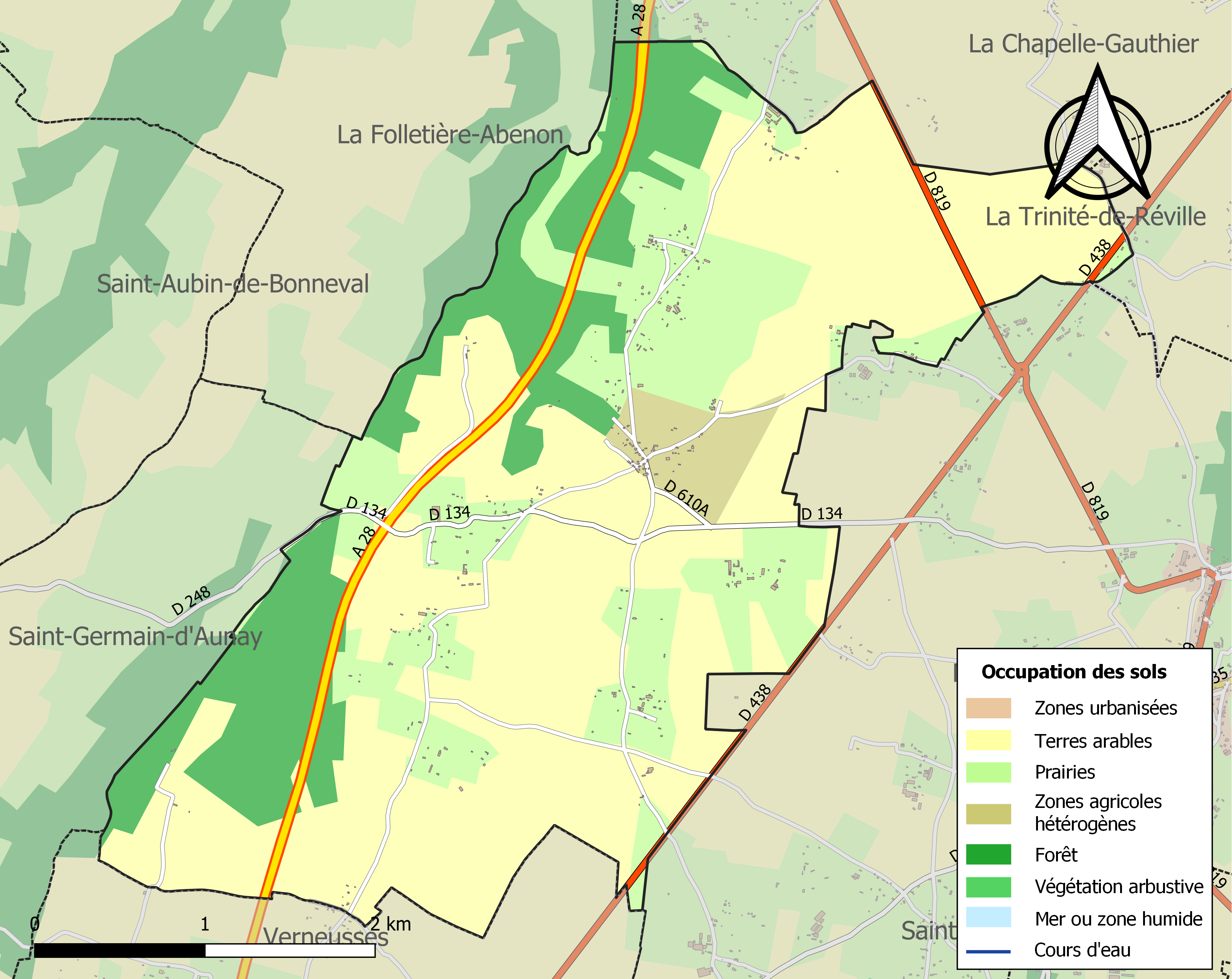
Carte des infrastructures et de l'occupation des sols de la commune en 2018 (CLC).

## Toponymie
Le nom de la localité est attesté sous les formes Maisnil Bernart vers 1050, Gulafreria en 1128 (charte de Henri Ier), La Gonfraere en 1209 (cartulaire de Saint-Évroult), Goulafriera en 1213 (charte de Jourdain, év. de Lisieux), Guntfreeria en 1230, la Gonfruele en 1252, la Golafriere en 1259, S. Sulpice de la Goulafriere en 1264, Gonfreore en 1296 (cartulaire de Saint-Évroult).
Il s'agirait d'une formation toponymique sur l'ancien français goulafrer, (« dévorer »), sans doute pour décrire une terre qui engloutissait tous les revenus,.
Formation médiévale en -ière composée avec le nom de famille Goulafre qui y avait sa résidence, attesté dès le XXe siècle.

## Politique et administration
| Période                                  | Période | Identité           | Étiquette | Qualité |
| ---------------------------------------- | ------- | ------------------ | --------- | ------- |
| 1919                                     | 1925    | C. Abaye           |           |         |
| mars 2008                                |         | Jean-Claude Daniel |           |         |
| Les données manquantes sont à compléter. |         |                    |           |         |

## Démographie

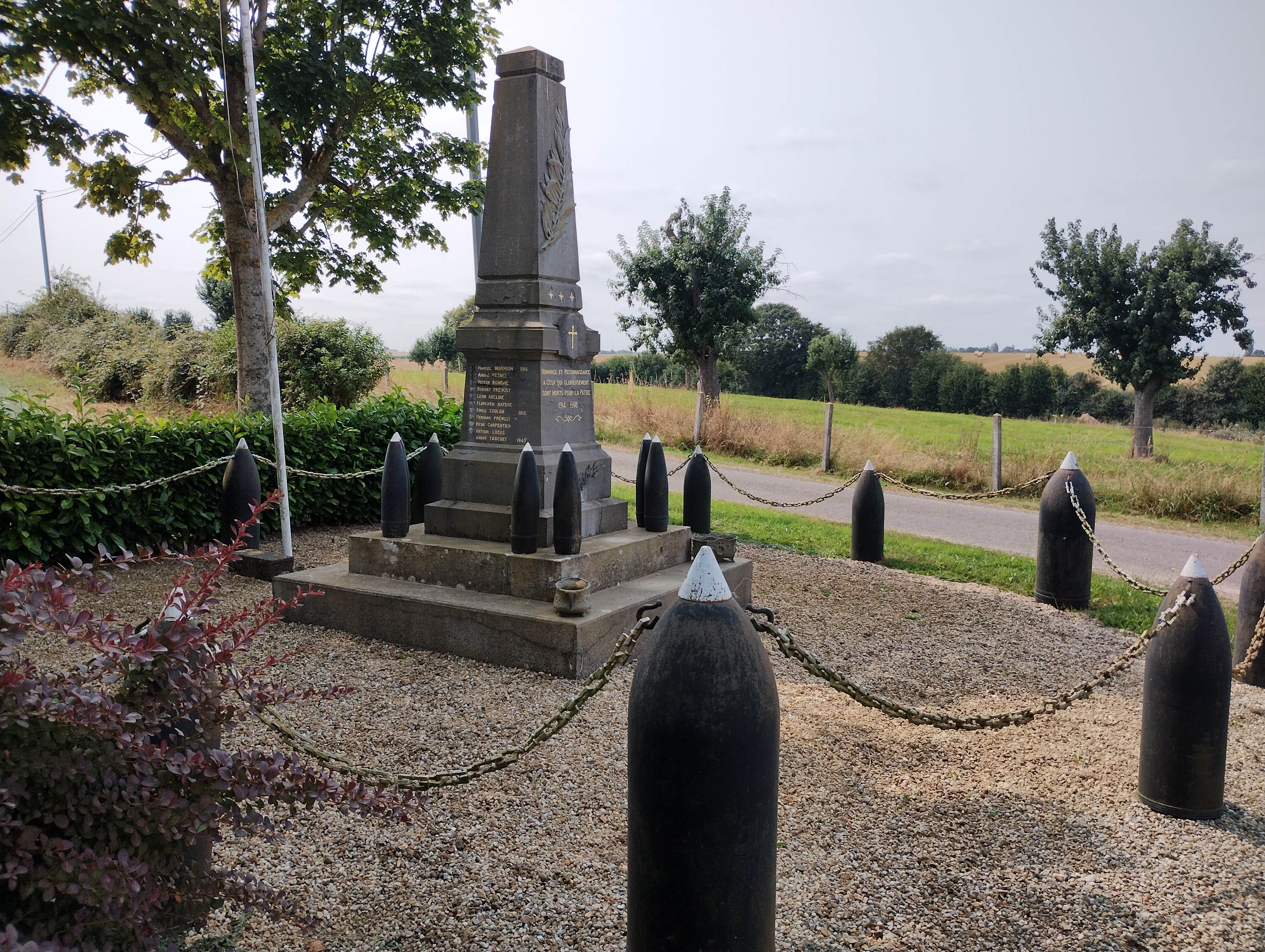
Monument aux morts

L'évolution du nombre d'habitants est connue à travers les recensements de la population effectués dans la commune depuis 1793. Pour les communes de moins de 10 000 habitants, une enquête de recensement portant sur toute la population est réalisée tous les cinq ans, les populations de référence des années intermédiaires étant quant à elles estimées par interpolation ou extrapolation. Pour la commune, le premier recensement exhaustif entrant dans le cadre du nouveau dispositif a été réalisé en 2004.

En 2022, la commune comptait 169 habitants, en évolution de +3,68 % par rapport à 2016 (Eure : −0,25 %, France hors Mayotte : +2,11 %).
| 1793 | 1800 | 1806 | 1821 | 1831 | 1836 | 1841 | 1846 | 1851 |
| ---- | ---- | ---- | ---- | ---- | ---- | ---- | ---- | ---- |
| 433  | 509  | 535  | 444  | 431  | 478  | 475  | 499  | 481  |

| 1856 | 1861 | 1866 | 1872 | 1876 | 1881 | 1886 | 1891 | 1896 |
| ---- | ---- | ---- | ---- | ---- | ---- | ---- | ---- | ---- |
| 476  | 474  | 474  | 401  | 391  | 345  | 328  | 329  | 341  |

| 1901 | 1906 | 1911 | 1921 | 1926 | 1931 | 1936 | 1946 | 1954 |
| ---- | ---- | ---- | ---- | ---- | ---- | ---- | ---- | ---- |
| 338  | 382  | 390  | 356  | 350  | 306  | 275  | 292  | 306  |

| 1962 | 1968 | 1975 | 1982 | 1990 | 1999 | 2004 | 2006 | 2009 |
| ---- | ---- | ---- | ---- | ---- | ---- | ---- | ---- | ---- |
| 314  | 279  | 220  | 173  | 158  | 150  | 159  | 164  | 173  |

| 2014 | 2019 | 2022 | - | - | - | - | - | - |
| ---- | ---- | ---- | - | - | - | - | - | - |
| 167  | 168  | 169  | - | - | - | - | - | - |

## Culture locale et patrimoine
Littérature
Dans son roman Le Livre des sœurs (Albin Michel, 2022), Amélie Nothomb situe dans la commune un festival dans lequel les Pneus, groupe rock d'une des sœurs, va se produire.

### Lieux et monuments
- Église Saint-Sulpice

### Personnalités liées à la commune
- Gace de La Bigne a été responsable de la cure de la Goulafrière au XIVe siècle.

### Héraldique
| Blason de Goulafrière (La) | Blason  | D'argent à l'étai haussé d’azur accompagné en chef de deux molettes de gueules et en pointe d'une colombe essorante d'azur et d'un lion affrontés du même ; à la croix archiépiscopale tréflée d'argent, emmanchée d'azur brochant sur le tout. |
| Blason de Goulafrière (La) | Détails | Le statut officiel du blason reste à déterminer. |